# Orinoterapia
La orinoterapia (también llamada uroterapia, urinoterapia, shivambu o terapia de auto-orina) es una pseudoterapia englobada en la medicina alternativa, que consiste en la aplicación de orina humana para fines medicinales o cosméticos, incluyendo la bebida e ingestión de la propia orina y el masajeado de la piel o encías, con ella. No hay evidencia científica que apoye su uso terapéutico. 
El ministerio de sanidad español la incluyó en el año 2019 en un listado de pseudociencias.

## Historia
La orina se ha considerado útil para fines diagnósticos y terapéuticos en varios sistemas tradicionales:
- La orina se recomendaba para blanquear los dientes en la antigua Roma.[4]
- El legista islámico Abu Yusuf permitía el uso de orina de camello con fines medicinales.[5]
- Ha sido utilizada en algunos remedios tradicionales en México[6] y en Nigeria.[7]

Y la misma es mencionada en algunos textos médicos antiguos como:
- Solomon's English Physician publicado en 1665.
- One thousand notable remedies publicado a principios del siglo XIX,[8]
- A Dictionary of Practical Materia Medica publicado en 1902.[9]

Sin embargo la terapia de auto-orina se popularizó como sistema de medicina alternativa principalmente gracias al naturópata británico John W. Armstrong a principios del siglo XX. Armstrong se inspiró en la práctica de su familia de usar la orina para tratar pequeñas picaduras de insecto y dolores de muelas, en una lectura metafórica del Proverbio Bíblico 5:15 "Bebe el agua de tu propio pozo, el agua que fluye de tu propio manantial.", y su propia experiencia de mala salud personal la cual trató con un ayuno de 45 días ingiriendo "nada más que orina y agua del grifo". A partir de 1918, Armstrong prescribió regímenes de terapia de orina que él mismo ideó a miles de pacientes, y en 1944 publicó "The Water of Life: A treatise on urine therapy" (El agua de la vida: Un tratado sobre la terapia de orina) que se convirtió en un documento fundacional de la disciplina.
El libro de Armstrong se vendió ampliamente y en la India inspiró la escritura de Manav mootra (Gujarati : Urine therapy; 1959) del reformador social gandhiano Raojibhai Manibhai Patel, y muchos trabajos posteriores. Estos trabajos a menudo hacen referencia al Shivambu Kalpa, un tratado sobre el valor farmacéutico de la orina, como una fuente de la práctica en el Este. También citan referencias pasajeras a las propiedades y usos de orina en textos Yógicos como el Vayavaharasutra de Bhadrabahu y el Hatha Yoga Pradapika de Svatmarama; y textos ayurvédicos como: Sushruta Samhita, Bhava Prakasha y Harit. Sin embargo, según el antropólogo médico Joseph Atler, las prácticas de sivambu (beber la propia orina) y amaroli recomendadas por los practicantes indios modernos de la terapia de orina están más cerca de las que propuso Armstrong que el ayurveda tradicional o el yoga, o incluso las prácticas descritas en Shivambu. Kalpa.
La orinoterapia también se ha combinado con otras formas de medicina alternativa. Por ejemplo, en su libro "Your Own Perfect Medicine: The Incredible Proven Natural Miracle Cure that Medical Science Has Never Revealed!" (Tu propia medicina perfecta: ¡La increíble curación milagrosa natural comprobada que la ciencia médica nunca ha revelado! ), Martha M. Christy describe preparaciones homeopáticas de orina y sus usos, y dice que son "extremadamente potentes".

## Evidencia y efectividad
No existe evidencia científica de un uso terapéutico válido para la orina no tratada.
Una descripción exhaustiva de la composición de la orina humana fue preparada para la NASA en 1971. En esta se concluye que la orina es una solución acuosa con más del 95% de agua. Los constituyentes restantes son, en orden decreciente de concentración: urea 9.3 g / L, cloruro 1.87 g / L, sodio 1.17 g / L, potasio 0.750 g / L, creatinina 0.670 g / L y otros iones disueltos, así como compuestos inorgánicos y orgánicos.
Se ha afirmado que los tailandeses han practicado la urofagia (ingestión de orina) desde tiempos antiguos, sin embargo el Departamento de Medicina Tradicional y Alternativa de Tailandia dice que no hay registros de tal práctica.
Orinar en picaduras de medusas, avispas, o abejas, así como sobre quemaduras solares y pequeños cortes e irritaciones es un "remedio popular" usual, sin embargo, Scientific American informa que esto es contraproducente, ya que puede activar los nematocistos que permanecen en el lugar de la picadura empeorando el dolor.
Algunos promotores de la orinoterapia afirman que la orina y la urea tienen un efecto anticancerígeno, y la uroterapia se ofrece junto con otras formas de terapia alternativa en algunas clínicas para tratamiento de cáncer en México.  Según la American Cancer Society , "la evidencia científica disponible no respalda las afirmaciones de que la orina o la urea sean benéficas para los pacientes con cáncer, cualquiera sea su forma de administración".

## Riesgos para la salud
Beber orina puede ser agresivo para el tracto intestinal y causar problemas en los riñones (los cuales ya han trabajado en filtrar los desechos que han sido eliminados en la orina).
La ingesta de orina puede también causar infecciones ya que una vez que la orina deja el cuerpo es común que se contamine con bacterias, las cuales al ser ingeridas pueden provocar infecciones y complicaciones serias. Además estudios muestran que incluso sin contaminarse la orina contiene bacterias que al ser ingeridas o al entrar al torrente sanguíneo por una herida pueden ser dañinas para el organismo.
Existe al menos un caso registrado de muerte causada por inyección intravenosa de orina: El 6 de febrero de 2009, Gabriela Ascarrunz, modelo boliviana, falleció por una infección generalizada luego de que su amiga, Mónica Schütt, le inyectara orina a través de suero intravenoso (ambas practicaban orinoterapia). La mujer había sido hospitalizada dos días antes, y estaba a punto de ser operada. Aparentemente la orina le fue administrada con la intención de mejorar su resistencia contra posibles futuras infecciones postoperatorias, según declaración del fiscal. Horas antes de la operación su amiga le colocó paños empapados con orina en el abdomen e inyectó orina en la bolsa de suero que recibía por goteo intravenoso. Terminando esta operación, el padre de la enferma se percató de los hechos y llamó a una enfermera para cambiar el suero, pero la paciente falleció dos días después.

## Figuras públicas

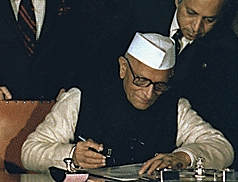
Morarji Desai, cuarto primer ministro de la India y defensor de la terapia de orina

En 1978, el primer ministro de la India, Morarji Desai, practicante de orinoterapia durante mucho tiempo, habló con Dan Rather en 60 minutos sobre la terapia de orina.  Desai afirmó que la terapia de orina era la solución médica perfecta para los millones de indios que no pueden pagar un tratamiento médico.
El ministro de Salud de Camerún, Urbain Olanguena Awono, advirtió a las personas contra el consumo de su propia orina, la cual es en algunos círculos considerada un tónico y una cura para varias dolencias. "Dados los riesgos de toxicidad asociados con la ingesta de orina", escribió, "el ministerio de salud desaconseja el consumo de orina e invita a quienes promueven la práctica a que dejen de hacerlo o se arriesguen a ser procesados".
La actriz británica Sarah Miles bebió su propia orina durante más de treinta años, afirmando la creencia de que inmuniza contra las alergias, entre otros beneficios para la salud.
El exjugador de las Grandes Ligas de Béisbol Moisés Alou orina en sus manos para aliviar los callos, lo cual según él, le permite batear sin usar guantes de bateo.
El luchador de artes marciales mixtas Lyoto Machida reveló en una entrevista que él bebe su propia orina.  Su padre, Yoshizo Machida, admitió que él hizo que Lyoto comenzara a hacerlo después de que no pudo deshacerse de su tos tres años antes.
El boxeador Juan Manuel Márquez bebió su propia orina durante una sesión de entrenamiento filmada para la serie de HBO 24/7 que promovió la pelea de Márquez / Mayweather. Reveló que creía que la práctica era de gran beneficio nutricional para ayudar a sus entrenamientos intensivos.
La cantante Madonna reveló en 2019 a través de Instagram que bebe su orina como parte de su rutina de belleza diciendo “Es realmente bueno beber orina después de salir del baño helado” en el video donde lo muestra.